# Ліліана де Оларте де Торрес-Муга
Пані Ліліана де Оларте де Торрес-Муга (Liliana de Olarte de Torres-Muga) — перуанський дипломат. Надзвичайний і Повноважний Посол Перу в Україні (2005—2009). Директор Дипломатичної академії Перу (з 2012).

## Життєпис
Має ступінь кандидата політичних наук в Університеті Каліфорнії в Лос-Анджелесі (UCLA), Майстер з міжнародних економічних відносини (UCLA), магістр уряду і міжнародні відносини (UCLA), BA в міжнародних відносинах від Дипломатичної академії Перу.
Серед посад які вона займала в Міністерстві закордонних справ, були Надзвичайний і Повноважний Посол Перу в Україні, генеральний консул Перу в Амстердамі та в Сантьяго-де-Чилі, дипломатичні місії в Канаді і Сполучених Штатах.
9 листопада 2005 — року вручила вірчі грамоти Президенту України Віктору Ющенку.
Вона автор ряду публікацій з питань зовнішньої політики, стратегічного планування та міграційної дипломатії, міжнародної економічної політики.

## Нагороди та відзнаки
- Великий Хрест перуанського ордена «Al Mérito por Servicios Distinguidos»
- Орден «Libertador Mariscal Ramón Castilla»